# 반수생

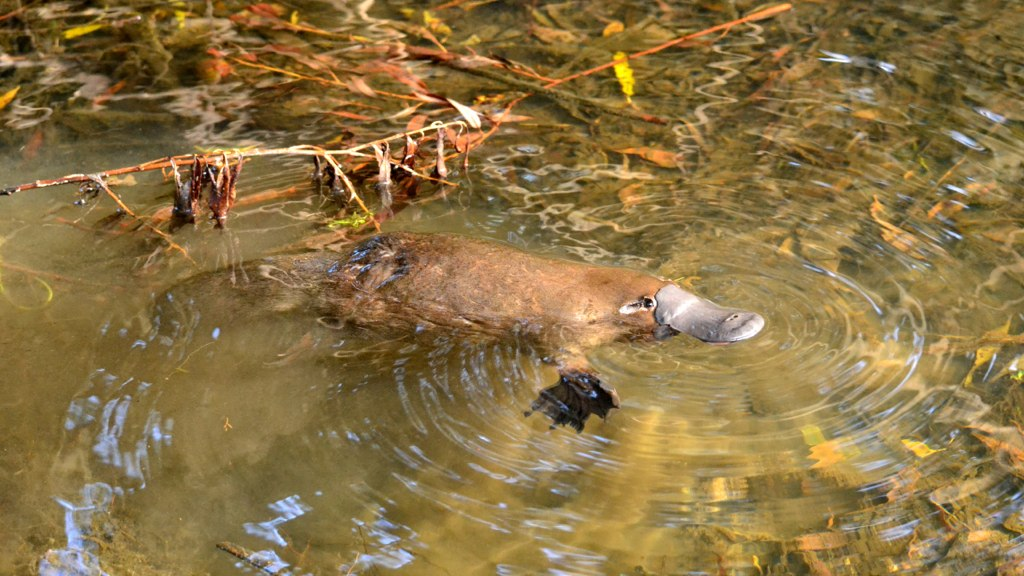
반수생 동물 가운데 하나인 오리너구리

반수생(半水生, semiaquatic)은 육상 생활을 하지만 바다·강·호수 등 물 속에서 생활하는 비중이 높은 생물의 특징을 일컫는다. 식물 가운데서도 얼마 정도 물 속에 잠긴 채 자라는 식물을 반수생성 식물이라고 한다.